# Prague 5
Prague 5, officiellement district municipal de Prague (Městská čast Praha 5), est une municipalité de second rang à Prague, en République tchèque. Le district administratif (správní obvod) du même nom comprend les arrondissements municipaux de Prague 5 et de Slivenec.
Prague 5, situé sur le côté ouest de la rivière Vltava, est l'un des plus grands quartiers de Prague. Il comprend Smíchov, Radlice, Košíře, Barrandov, Zlíchov, Zličín, Jinonice, Hlubočepy, Motol, Slivenec, Butovice, Chuchle et Klukovice ainsi qu'une très petite partie de la ville basse.